# رسم هندسي

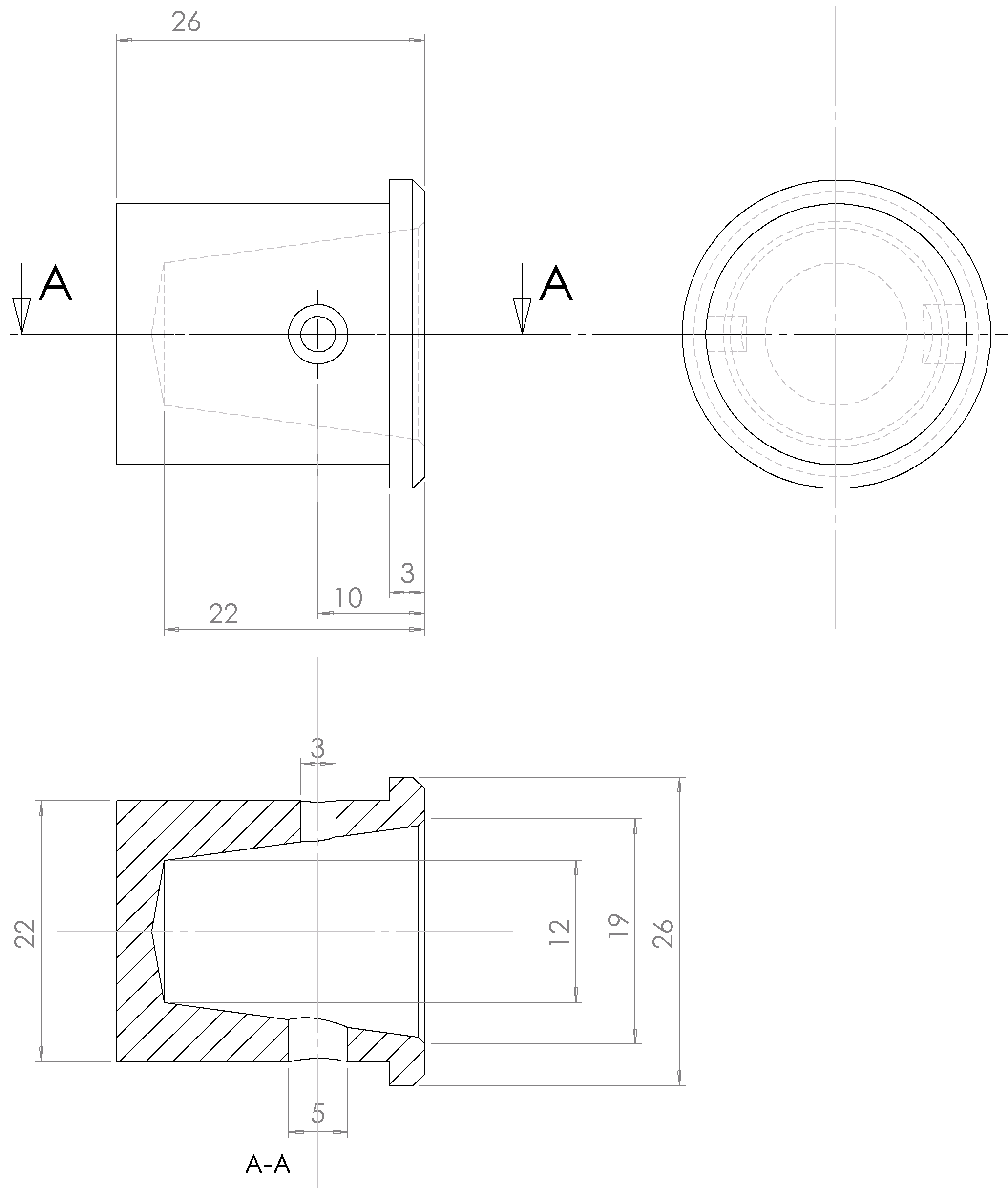
رسم هندسي

يعد الرسم الهندسي بمثابة اللغة التي تمكن المهندس من التعبير عن أي تصميم بطريقة تمكن الآخرين من فهمه وتطويره وتصنيعه. ويكون هذا الرسم وفقا لمعايير متفق عليها بالنسبة للشكل والتسمية والمظهر والحجم وما إلى ذلك. ويهدف الرسم الهندسي إلى استيعاب كافة الخواص الهندسية لكيان أو منتج ما بشكل واضح بما لا يدع مجالا للبس. والغاية الأساسية من الرسم الهندسي هي توصيل المعلومات الأساسية التي تمكن المصنع من إنتاج هذا المكون.
والرسم الهندسي والرسم الميكانيكي أو رسم الآلات هي لغات فنية وهندسية ومثلها أي لغة تستخدم في التفاهم ونقل الأفكار الهندسية بين الناس، سواء كان ذلك عن طريق الكتابة (تحضير رسومات) أو عن طريق القراءة (دراسة رسومات سبق تحضيرها). والرسم الهندسي ليس رسمًا كالمعروف بين الناس، فهو يختلف في صورته ونظام تحضيره وما يحويه من بيانات تتصل بالصناعة والتصميم والإنتاج الصناعي، فأية صورة فوتوغرافية لأي قطعة ميكانيكية لا يمكن اعتبارها رسمًا ميكانيكيًا لعدم فائدتها للصناعة والإنتاج والدراسة الهندسية الأمر الذي يحتاج إلى معرفة للمقاسات وللمواد المصنوعة منها.
والرسم الهندسي كلغة له قواعد وأسس لا يمارسه إلا من درسه دراسة سليمة ومدى التحصيل فيه يتوقف على المران الكامل والدقة التامة. وتستخدم لغة الرسم بين تقني الصناعة (عمال ومشرفين ومهندسين مخترعين) كوسيلة وهي الوسيلة الوحيدة للتفاهم بينهم على ما يرغبون في إنتاجه وصناعته من منتجات لاستخدامها في حياة الإنسان كما أنها اللغة التي يمكن الاحتفاظ بالمستندات التي تتصل بالاختراعات والتصميمات فيسهل الرجوع إليها عند الحاجة.
والرسومات هي البديل عن الأجسام والمصنوعات، بمعنى أنه إذا كانت هناك قطعة في بلد ما وكانت رسوماتها في بلد آخر فإن كلاهما يكون ملمًا بجميع البيانات والمواصفات والمقاسات لهذه القطعة والرسم قد يكون رسمًا بالقلم الرصاص أو قد يكون بالحبر الصيني الأسود.

## الخواص العامة للرسم الهندسي

المساقط الأساسية الثلاث: رأسي وأفقي وجانبي

تنقل الرسومات الهندسية المعلومات الأساسية التالية:
- الشكل الهندسي: وكيفية رؤية الجزء المرسوم من أكثر من منظور
- الأبعاد (Dimensions): التي تحدد حجم الجسم من خلال وحدات معينة للقياس
- التسامحات (Tolerances): المقدار المسموح به الذي قد تختلف به الأبعاد في الواقع عن التصميم.
- المادة: المصنوع منها أحد السطوح أو الأجزاء.
- نعومة السطح (Surface Finish): مدى تدرج السطح من الخشونة إلى النعومة.

يجب مراعاة تناسق الخطوط فيجب أن يكون الرسم كله بنفس الدرجة تقريبًا، وعند التهشير (الترترة) يجب أن يكون خط التهشير خفيف نسبيًا.

## أدوات الرسم الهندسي
عادة يتطلب الأمر استخدام بعض الأدوات للرسم، ومن أهمها المسطرة حرف تي T والفرجار (البرجل) والمثلثات وأقلام رصاص ولوحة للرسم، وتوضع هذه اللوحة على طاولة يمكن تعديل درجة ميلها، إلا أنه هناك نوع من الرسم الهندسي وهو الرسم الحر يمكن أن يكون فقط من خلال قلم رصاص فقط، وقد يكون على هيئة اسكتش أو ما يطلق عليه اليد الحرة.. وعموما فقد أصبح الرسم الهندسي في أغلب الأحيان يتم باستخدام برامج الكمبيوتر مثل أوتوكاد.

### قلم الرصاص
يستعمل للرسم الهندسي أقلام رصاص ذات قساوة معينة، حيث يؤثر نوع قلم الرصاص تأثيرًا كبيرًا على نظافة اللوحة ودقة الرسومات، ويستعمل عادة نوعان من قلم الرصاص، الأول يكون من النوع القياسي، ويستعمل في المراحل الأولية، حيث يرسم المطلوب بخطوط خفية، ثم يستعمل قلم آخر أقل قساوة من الأول لتوضيح الخطوط المرسومة.

### لوحة الرسم
وتصنع من أخشاب معينة لها خاصية النعومة والمتانة لتتحمل الاستعمال اليومي وتقاوم التغيرات الطبيعية، وتجهز بقطعة من خشب الأبنوس المتين وذلك للمحافظة على الأطراف والحواف التي تنزلق عليها مسطرة حرف T. وللوحات الرسم أبعاد، ومقاييس مختلفة.

### المسطرة حرف T
ولها أهمية كبيرة في عملية الرسم، حيث تستعمل لرسم الخطوط الأفقية المتوازية ويجب أن تختار اختيارًا جيدًا ويعتنى بها أثناء الاستعمال، كما ويجب أن تحفظ في وضع مناسب في حالة عدم الاستعمال، وتصنع من مواد مختلفة، فمنها مصنوع من الخشب الماهوجني حيث يجهز طرفها بشريط من الأبانوس، ومنها ما هو مصنوع من البلاستيك الشفاف، ومنها ما هو مصنوع من الألومنيوم في نهايته من اليسار مسمار التثبيت وبجانبه رسم لجزء من منقلة (180) درجة لرسم بعض الخطوط المائلة حسب درجة الميل.

### المثلثات
ولها أنواع كثيرة ويغلب استعمال نوعين منها في الرسم هي:
1. المثلث 30°/60°/90°
2. المثلث 45°/45°/90°

وتستعمل في رسم الخطوط العمودية والمائلة، وتصنع المثلثات إما من الخشب أو من البلاستيك الشفاف أو غير الشفافة.

### مسطرة القياس
وهي من الأدوات الهامة، فالمسطرة هي التي نتخذ منها القياس للخطوط والرسومات وعليها يتوقف دقة الرسم. ولا يجب استعمالها مطلقًا لرسم الخطوط بل تستعمل المثلثات لهذه الغاية.

### المنقلة
هي إحدى الأدوات الهندسية للرسم، وتستخدم في رسم أية زاوية مطلوبة.

### علبة المدور والتحبير
ولها مقاييس وأشكال مختلفة والأساس فيها هو المدور وريشة التحبير وأهم أجزائها:
- المدور الكبير ويستعمل في رسم الدوائر حيث يوجد بأحد أطرافه سن معدني مدبب وبالطرف الآخر سن رصاص الذي يجب أن يكون من نفس سن قلم الرصاص المستعمل في الرسم. وفي حالة التحبير يمكن تبديل حامل سن الرصاص بريشة التحبير.
- مدور مدبب الطرفين لنقل الأبعاد.
- ريشة تحبير لرسم الخطوط بالحبر.

### ورق الرسم
يستخدم الورق الأبيض في تحضير الرسومات ولها مقاييس ثابتة مصطلح عليها، وله أنواع كثيرة، فمنه الناعم، والمتوسط النعومة والخشن، منه الخفيف الوزن والثقيل ومنه الأبيض، أو المتوسط أو الأصفر أو الأبيض المائل إلى الحمرة ولقد اصطلح على مقاييس ثابتة لورق الرسم بحيث تكون نسبة طول اللوحة إلى عرضها = جذر 2 أي إذا كان عرض اللوحة 1 يكون طولها جذر 2.

## خطوط الرسم الهندسي وأنواعها
الرسم الصناعي لغة كما هو معلوم هدفها قراءة وكتابة رسومات تمثل الأجزاء الآلية من الماكينات والمعدات وتعتبر الدليل الكامل السليم عن الأجسام، فكل ما سيحويه الرسم يعطي صورة كاملة عن الجسم وصفاته وأبعاده وحالته التي يكون عليها، إذا أنتج صناعيًا فهاك صفات أو خواص تكون موجودة في الجسم على صورة ما أو داخله في تركيب معدنه يصعب بيانها بنفس على الرسم، ولكن يمكن تمثيلها وبيانها على الرسم عن طريق ملاحظة قصيرة أو عن طريق علامات اصطلح عليها وقد تضاف إلى الرسم خطوط مساعدة لتسهيل عملية الإعداد أو القراءة للرسم.
مثال على ذلك خطوط المحاور، والخطوط الدالة لخطوط الأبعاد، وكذلك فإن هناك خطوط اصطلح عليها للتدليل على أشياء واقعية موجودة في الجسم مثال ذلك الفراغات الداخلية في الجسم رغم وجودها فإنها ترسم بخطوط منقطة تعني أنها مختفية بعكس الخطوط المرئية التي ترسم خطوط كاملة.
مما تقدم يتضح أن جميع الرسومات الهندسية والميكانيكية تحتوي على الأنواع التالية من الخطوط:
1. خطوط واقعية وموجودة في الجسم وهي الخطوط التي تمثل تقاطع السطوح الظاهرة في الجسم، وهذه ترسم خطوط ظاهرة كاملة.
2. الخطوط المختفية وغير الظاهرة من الجسم وقد اصطلح على رسمها خطوط منقطة وهي الخطوط التي تمثل تقاطع السطوح المختفية في الجسم.
3. خطوط لا وجود لها في الجسم ولكنها ضرورية لقراءة الرسم وهي خطوط المحاور (المراكز للدوائر ومحاور التناظر) والخطوط الدالة للأبعاد وخطوط الأبعاد والأرقام الدالة على مقدار البعد والأسهم والخطوط تحديد مسار القطع وخطوط الكسر في المعادن.

## مقياس الرسم
يحتاج في بعض الأحيان تكبير أو تصغير القطعة المطلوب رسمها لتناسب حجم اللوحة المرسوم فيها أو لتوضيحها بشكل أفضل. لذلك اصطلح على مقاييس ثابتة ولو أنه من المفضل بمقياس 1:1.

## الأبعاد وطريقة كتابتها
إن رسم مساقط أي جسم كافية جدًا أن تعطي تفاصيل هذا الجسم وتحدد معالمه وتكوينه من حيث الشكل فقط، أما من حيث الإنتاج والتصنيع فهي لا تكفي لعدم توفر الأبعاد والمقاييس اللازمة لإنتاج هذا الجسم، لذلك اصطلح على وضع الأبعاد والمقاييس وفق طرق خاصة بحيث تكون كافية لإظهار الجسم بأبعاده الحقيقية ليمكن صناعته وإنتاجه.
وتوضع هذه الأبعاد على المساقط بصورة خطوط تختلف عن الخطوط المكونة للشكل من حيث السماكة ووجود ملحقات لهذه الخطوط مثل الرقم العددي والأسهم عند طرفي الخط، وخطوط تحديد البعد ويجب كتابة الأبعاد بشكل لا يحتاج العامل إلى قياس أي بعد من الرسم وخاصة وأن بعض الأجسام ترسم بمقياس رسم مناسب حسب حجمه.
وخط البعد يكون رفيع في سمكه عن خطوط الرسم (راجع لوحة أنواع خطوط الرسم) ويكون وضعه عادة موازيًا للموضع المراد التعبير عن طوله، ماعدا حالات خاصة لمواضع معينة، كالدائرة حيث يكون الخط منهيًا عند طرفيه بسهمين ومتعامد على خطين رفيعين يسميان خطوط التحديد. وأحيانًا تستخدم خطوط المحاور بدلا من خطوط التحديد.

## أنواع الرسومات الهندسية
هناك ما يعرف برسم المساقط الذي يمكن من خلاله رسم الجسم من أكثر من جانب: عمومًا يكون ذلك من خلال مسقط أمامي (رأسي) وخلفي (أفقي) وجانبي أو ما يعرف بالإسقاطات النظامية (Orthographic Projections)، ويمكن رسم مساقط مساعدة (Auxiliary Projections) لتوضيح معالم منطقة من الجسم لا تتضح من خلال المساقط الرئيسية.
ويمكن رسم قطاعات للجسم وذلك من أجل معرفة التفاصيل المختفية للجسم، وذلك بتصور أنه تم قطع الجسم عند مستوى معين (أو أكثر من مستوى) ورسم ما نراه.
هناك ما يعرف بالرسم التماثلي (أيزومتري) وهو يبين الجسم ثلاثي الأبعاد، وهو من بين 6 انواع من الاكسنومتري.
التي تتضمن ثلاثة أنواع عمودية (ايزومتري دمتري وترمتري)، وثلاثة أنواع مائلة (كافاليرا افقية وكافاليرا رأسية وعامة). علما بأن الإكسونومتري تُستخدم كوسيلة لتمثيل التكوينات الفراغية على ورقة الرسم، وليست هدفًا في حدّ ذاتها. وإذا كان نوع الإكسونومتري الذي يُطلب من الطالب سهل التنفيذ، يُمكنه تخصيص وقت إضافي للتحقق من تكويناته الفراغية وربما تعديلها. وفي هذا الصدد، يوجد نوعان من الإكسونومتري سهلتا التنفيذ وهما الكافاليرا الافقية والكافاليرا الرأسية، وكلاهما يسمحان بالحصول على المسقط الأفقي أو الواجهة بشكلهما الحقيقي تباعاً. أما الأشكال المُمثلة في الايزومترك، فهي تخضع إلى تشوهات على جميع المستويات، وليس فقط الديكارتية.

## مثال عن الرسم الهندسي

منظور إيزومتري

فيما يلي مثال عن الرسم الهندسي. وأنواع الخطوط المختلفة ملونة من أجل التوضيح.
- الأسود = خطوط الجسم الرئيسية وخطوط التهشير.
- الأحمر = الخطوط المخفية.
- الأزرق = خطوط المراكز.
- الأرجواني = مستوي القطع.

الرسومات التي على اليسار هي
1. المسقط الرأسى (الرسم الأعلى) وينتج من النظر إلى الجسم بحيث تكون الأشعة من العين إلى كل خط في الواجهة الأمامية في الجسم في اتجاه أفقي وعمودي في نفس الوقت على الجسم نفسه.
2. المسقط الأفقي (الرسم الأوسط) وينتج من النظر إلى الجسم بحيث تكون الأشعة من العين إلى كل خط في الواجهة العليا في الجسم في اتجاه رأسي وعمودي في نفس الوقت على الجسم نفسه.
3. المسقط الجانبى الأيسر (الرسم الذي على يسار الشكل) وينتج من النظر إلى الجسم بحيث تكون الأشعة من العين إلى كل خط في الواجهة الجانبية اليمنى للجسم في اتجاه أفقي وعمودي في نفس الوقت على الجانب الأيمن للجسم.

وهذه المساقط الثلاثة هي الأكثر استعمالا، ويمكن عمل ثلاثة مساقط أخرى للجسم بالنظر في اتجاهات عكسية للاتجاهات التي نظر فيها بالنسبة للمساقط السابقة. (انظر الخواص العامة للرسم الهندسي)
بالنسبة للرسم أسفل الشكل (أسفل المسقط الأفقى) فهو يسمى مقطع وينتج من تخيل قطع الجسم عند مستوى معين (أو أكثر من مستوى) يسمى مستوى القطع والأجزاء التي سيحدث بها قطع تميز بخطوط مائلة ترسم عليها تسمى (تهشير).

## أحجام لوحات الرسم

تتبع أحجام لوحات الرسم نظامين قياسيين، الإيزو، والنظام الأمريكي وفقًا للجداول التالية:
| A4 | 210 X 297  |
| A3 | 297 X 420  |
| A2 | 420 X 594  |
| A1 | 594 X 841  |
| A0 | 841 X 1189 |

| A | 8.5" X 11" |
| B | 11" X 17"  |
| C | 17" X 22"  |
| D | 22" X 34"  |
| E | 34" X 44"  |

| D1 | 24" X 36" |
| E1 | 30" X 42" |